# 宿州路
宿州路，中国安徽省合肥市老城区核心区的一条南北主干道，得名自宿州市，北至明光路正接炉桥路，南至环城公园南路。宿州路全长2.5公里，曾称北门大街、四湾（弯）街、南门土街、北大街、鸿仙街、宿县路等，是合肥市区重要的商业街，与淮河路步行街的交叉口俗称十字街，与长江中路交口处即为四牌楼。沿路有合肥三中、逍遥津公园、合肥基督教堂、中国科学技术大学附属第一医院等。